# Claudia Stockinger
Claudia Stockinger (* 17. Februar 1970 in Regensburg) ist eine deutsche Literaturwissenschaftlerin.

## Leben
Nach dem Abitur 1989 am Fichte-Gymnasium Karlsruhe studierte sie von 1989 bis 1994 deutsche Philologie, Geschichte und Philosophie an der Universität Regensburg. Nach der Promotion 1998 zur Dr. phil. war sie von 2000 bis 2002 Wissenschaftliche Assistentin an der Universität Karlsruhe und ab 2002 Juniorprofessorin am Seminar für Deutsche Philologie an der Georg-August-Universität Göttingen. Von 2006 bis 2012 fungierte sie in Göttingen als W2-, von 2012 bis 2017 als W3-Professorin für Deutsche Philologie/Neuere Deutsche Literatur. Seit 2017 ist sie W3-Professorin für Neuere deutsche Literatur (19.–21. Jahrhundert) an der Humboldt-Universität zu Berlin und seit 2018 Mitherausgeberin der Zeitschrift für Germanistik. 
Ihre Forschungsschwerpunkte sind Literaturgeschichte der Aufklärung und des 19. Jahrhunderts, die Literatur und der Literaturbetrieb der Gegenwart, das Verhältnis von Literatur und Religion, Intermedialitätsforschung und Theorien der Kanonbildung, der Intertextualität und der Autorschaft.

## Schriften (Auswahl)
- Das dramatische Werk Friedrich de LaMotte Fouqués. Ein Beitrag zur Geschichte des romantischen Dramas. Tübingen 2000, ISBN 3-484-18158-3.
- Das 19. Jahrhundert. Zeitalter des Realismus. Berlin 2010, ISBN 978-3-05-004540-5.
- Schuld, Sühne, Humor. Der Tatort als Spiegel des Religiösen. Am 14. Oktober 2012 in Bad Herrenalb. Karlsruhe 2013, ISBN 978-3-89674-572-9.
- An den Ursprüngen populärer Serialität. Das Familienblatt Die Gartenlaube. Göttingen 2018, ISBN 3-8353-3223-6.